# Näskotts distrikt
Näskotts distrikt är ett distrikt i Krokoms kommun och Jämtlands län. Distriktet ligger omkring Nälden, Vaplan och Ytterån i mellersta Jämtland.

## Tidigare administrativ tillhörighet
Distriktet inrättades 2016 och utgörs av Näskotts socken i Krokoms kommun.
Området motsvarar den omfattning Näskotts församling hade 1999/2000.

## Tätorter och småorter
I Näskotts distrikt finns två tätorter och tre småorter.

### Tätorter
- Nälden
- Vaplan

### Småorter
- Nordannälden
- Ytterån (västra delen)
- Ytterån (östra delen)